# 家庭

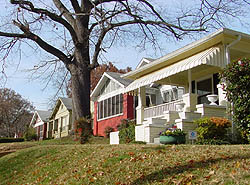

家庭（かてい）とは、生活をともにする家族によって営まれる集まり、および家族が生活する場所を指す。
家庭は、「家族が生活を共有する場」であり、社会の最小単位である家族と、家族が生活する場を内包する概念である。家（住宅・家屋）と不可分ともいえるが、単に一緒に住むだけでは不十分であり、また住宅に居住しない、あるいは住宅以外のものに居住し、家庭を営む家族もある。人間は社会的動物であり、社会に依存したり働きかけて存在しているが、家庭はこういった人間の性質によって形成される。
井上ひさしの『吉里吉里人』の中では、そこで生まれてきた子供にとって、家庭は「第二の子宮である」と語られる。檀一雄は、家庭は常に火宅であるといっている。オットー・フリードリッヒ・ボルノウは、人がそこに戻り、くつろぐことができ、「家にいる」と感じることのできる安らぎをもった「庇護された空間」であると定義している。
家族のライフサイクルにおいて、家庭はしばしば子育ての場であり、また家事、食事、掃除、洗濯、買い物、家計、団欒、庭仕事、介護、地域との付き合いなど、様々な活動の場となる。家庭は、各々の家族に関する事柄のマネジメント機能をもつ。
文部科学省の「平成15年版青少年白書」では、子育てにおける家庭の機能の重要性や、家庭教育のあり方、親の役割についての知識の普及に努めるとともに、子育て支援ネットワークの構築などの施策を進めていくという指針を示している。